# Řepeň trnitá

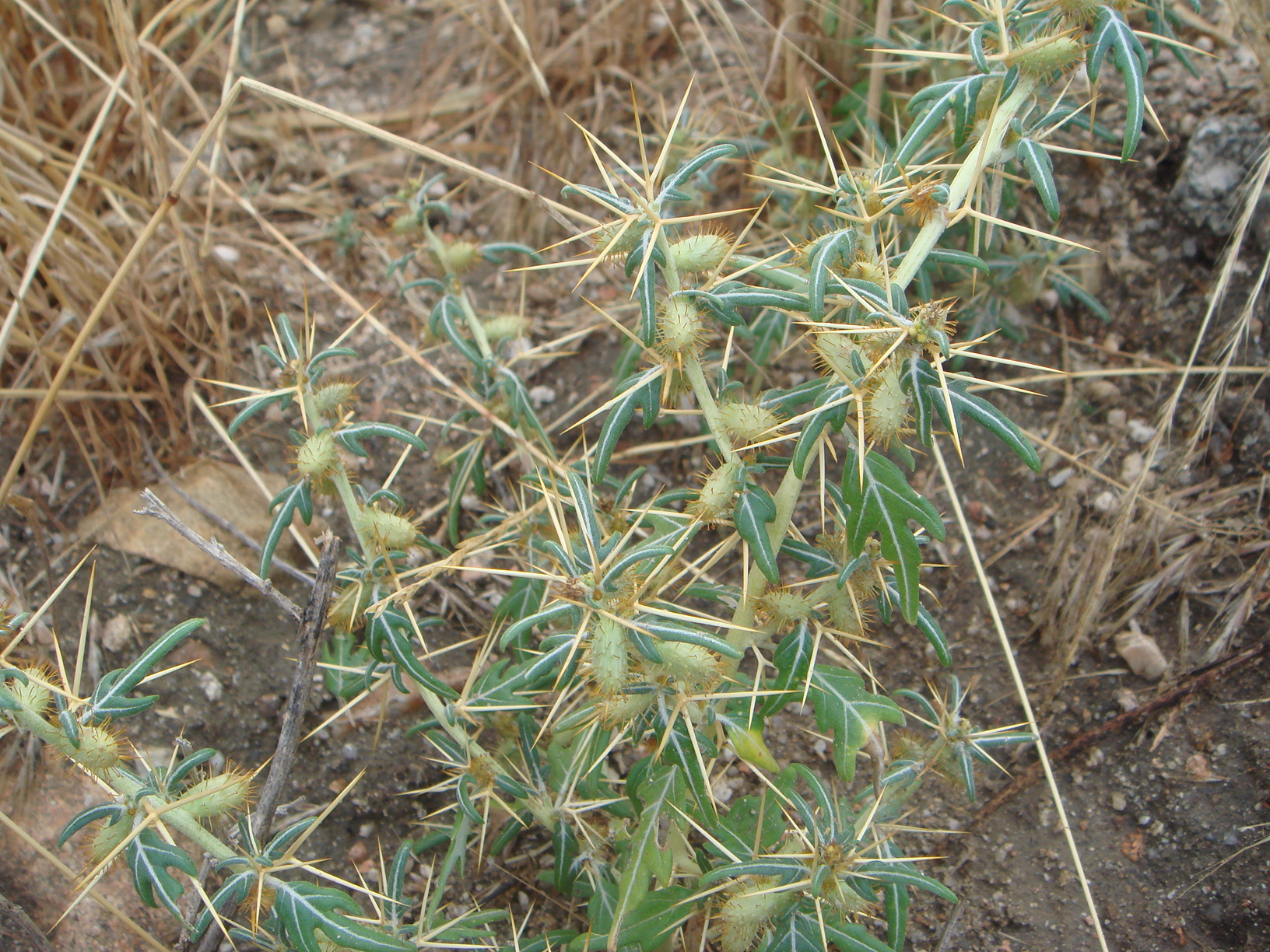
Řepeň trnitá s plodenstvími

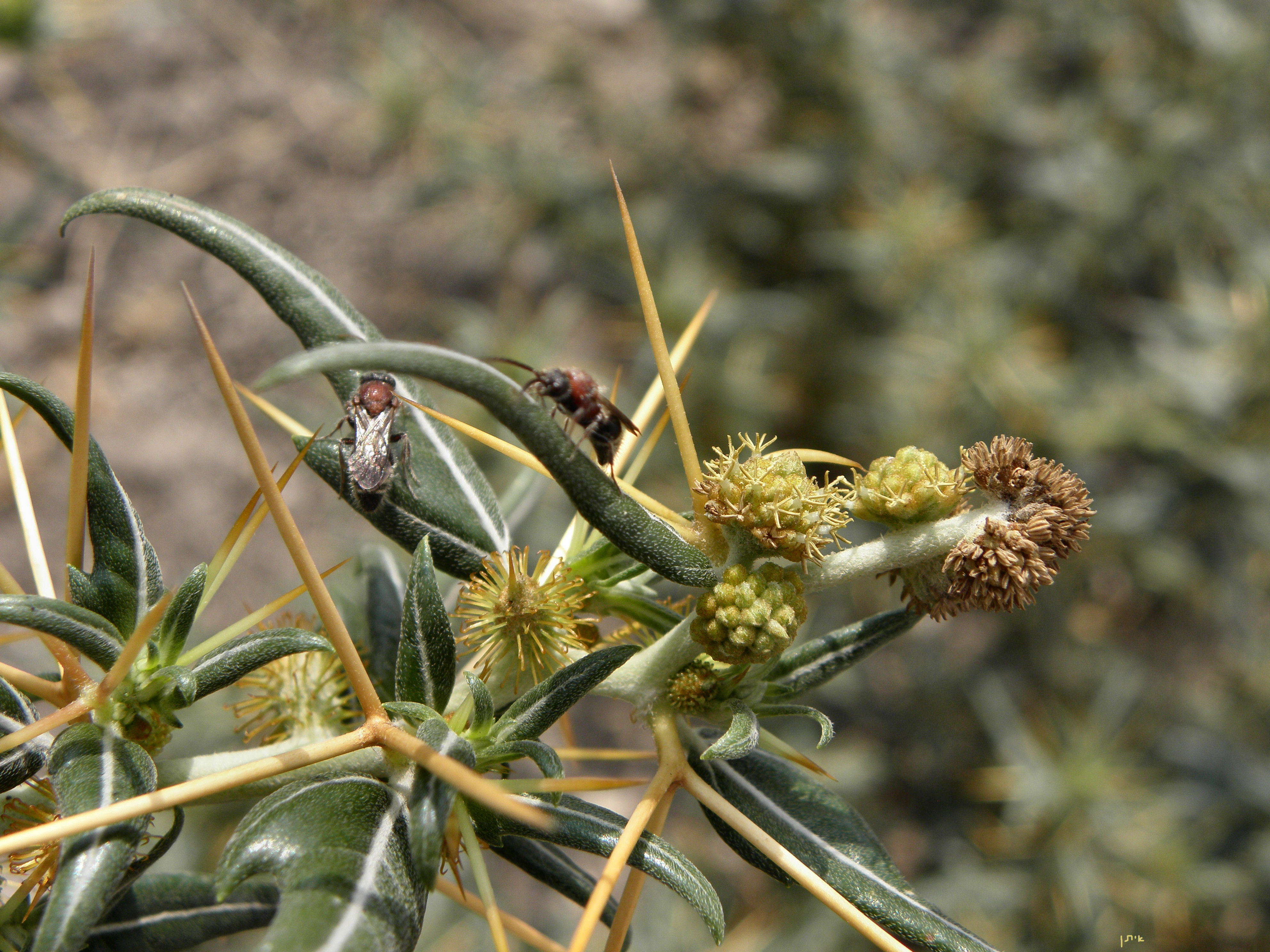
Samičí úbory vlevo, samčí úplně vpravo

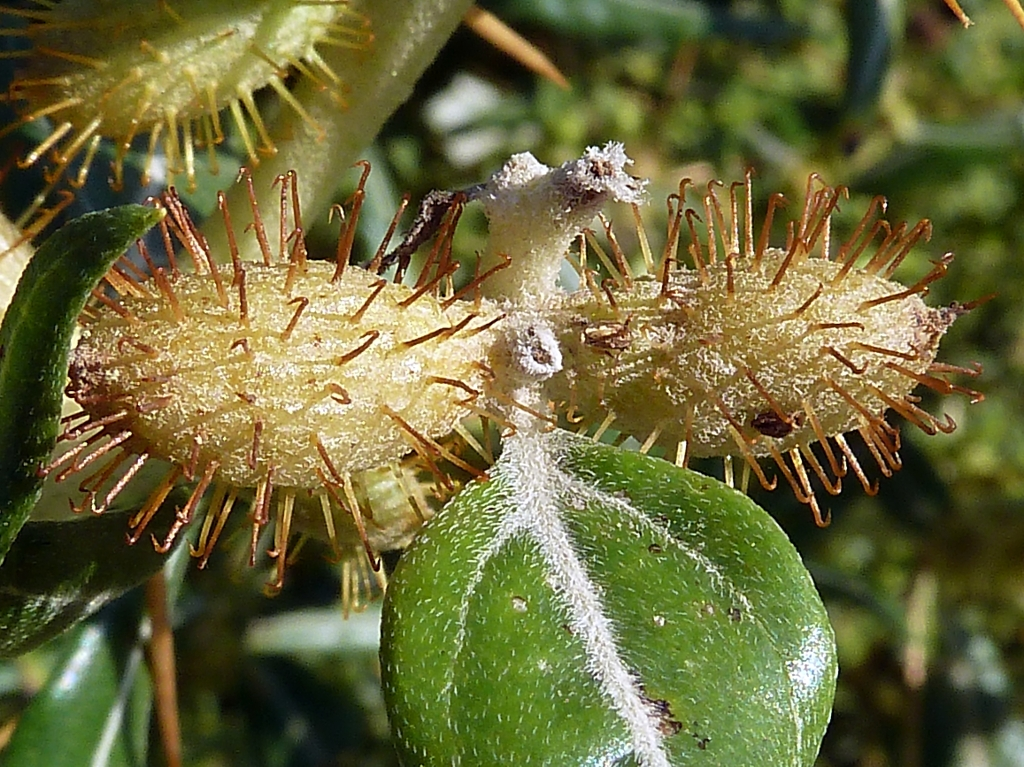
Dozrávající plodenství

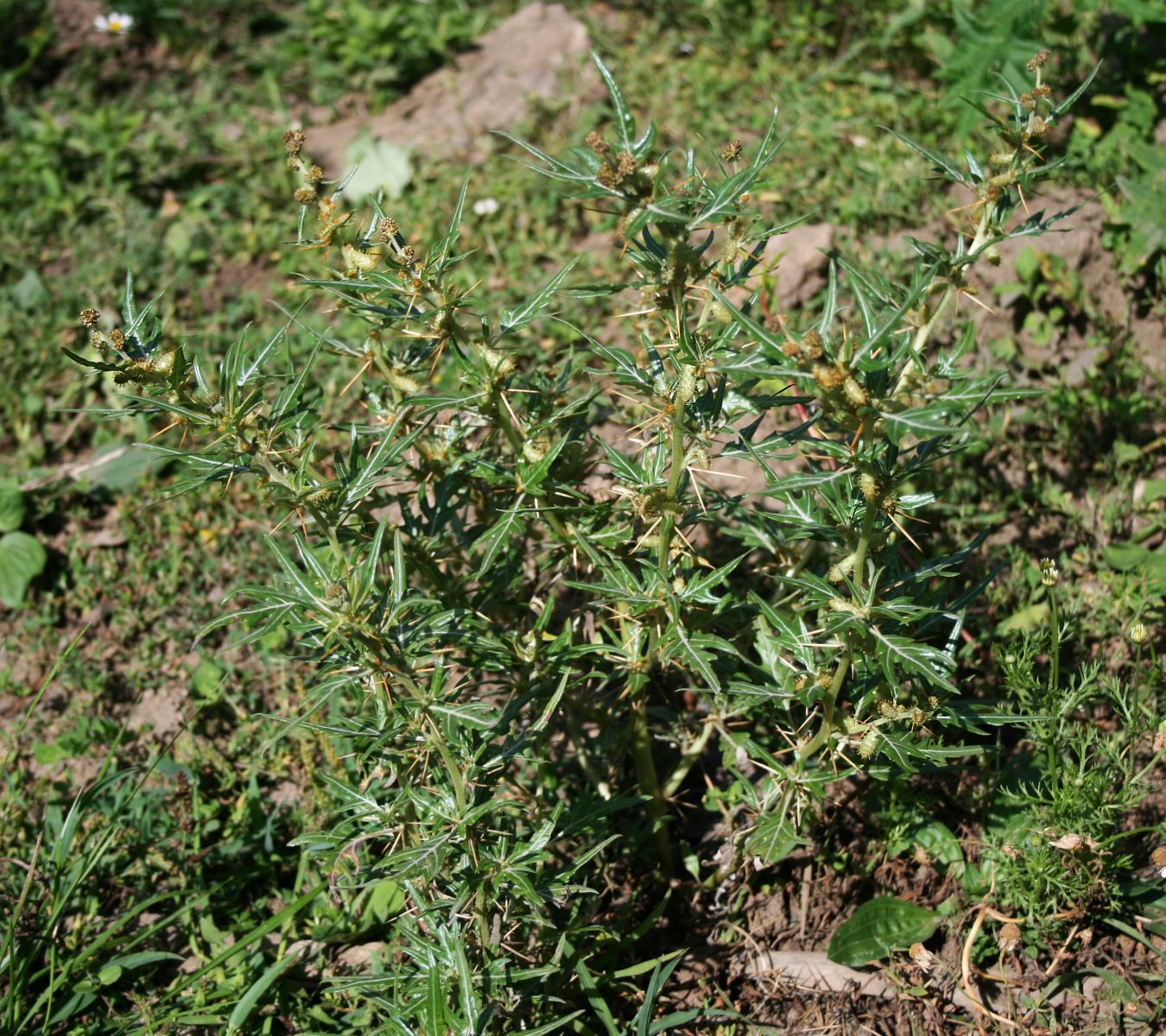
Zaplevelené pole

Řepeň trnitá (Xanthium spinosum) je středně vysoká, tmavozelená, jednoletá, trnitá rostlina pocházející z teplých oblastí Jižní Ameriky. Druhotně se tato bylina rozšířila téměř globálně do teplého mírného a subtropického pásma všech světadílů a je považována za nepříjemný plevel množící se semeny. V tropech se vyskytuje ve vyšších nadmořských výškách, v chladnějších polárních oblastech neroste.
V přírodě dnešní České republiky byla poprvé zjištěná již roku 1830 a v "Seznamu cévnatých rostlin květeny ČR" z roku 2012 je klasifikována jako příležitostně zavlékaný neofyt. V současnosti se řídce vyskytuje v české přírodě v nejteplejších oblastech, obvykle na jižní Moravě.

## Rozšíření
Řepeň trnitá je původním druhem v sušších subtropických a ve vyšších horských polohách tropických oblastí v jihoamerických zemích, v Argentině, Bolívii, Chile, Ekvádoru, Peru, Uruguayi a jižní Brazílii. Odtud se s rozvojem obchodu dostala nejdříve do Severní Ameriky a později byla zavlečená do Španělska, odkud se s ovčí vlnou rozšířila téměř po celé Evropě, do velké části Asie, Afriky i Austrálie. Všude se stála nevítaným, dále se rozrůstajícím plevelem.

## Ekologie
Jednoletá, světlomilná a hlavně teplomilná bylina s rychlým počátečním růstem a tím i vysokou konkurenční schopností. V české přírodě se nejčastěji objevuje na loukách a pastvinách, dobře roste i na rumištích nebo čerstvých navážkách zeminy. Na kvalitu půdy a obsah živin nemá specifické požadavky, roste ve velmi různorodých zeminách, při dobré výživě naroste větší a vytvoří více květů.
Dobře snáší suché podmínky. Rostlina klíčí poměrně pozdě, nejčastěji v květnu a červnu po déle trvajících deštích, když je teplo a roste velmi rychle. Kvete v srpnu a září a semena dozrávají v září a říjnu. Ve své jihoamerické domovině roste až do nadmořské výšky 2000 m. S příchodem mrazů rostlina uhyne.
Na některých územích je tento plevel považován za ekologickou hrozbu, například v Austrálii a v jižní Africe, kde se rychle šíří po pastvinách a obdělávaných zemědělských půdách, okolo silnic, železnic a vodních toků i na lidskou činností narušených prostranstvích. Rychle porůstá polosuché nebo suché ladem ležící plochy.

## Popis
Jednoletá, trnitá bylina vysoká 20 až 70 cm se žlutozelenou lodyhou, která je často bohatě rozvětvená. Vyrůstá z husté kořenové soustavy se široce rozvětveným hrubým, vřetenovitým kořenem. Chlupaté lodyhy jsou střídavě porostlé listy s krátkými řapíky. Tuhá čepel je dlouhá 2 až 7 cm a široká 0,5 až 2,5 cm, je kosníkovitého tvaru, obvykle trojlaločná, prostřední kopinatý lalok je zašpičatělý a mnohem větší než ostatní. Na líci je čepel lesklá, tmavě zelená a má výraznou bílou střední osu i žilky vidličnaté žilnatiny, na rubu je světle zelená nebo šedě plstnatá. Horní listy lodyhy mohou být celistvé a kopinatého tvaru. Na bázi listů vyrůstají po obou stranách řapíku, dlouhého 1 až 2,5 cm, dva až tři slámově žluté trny dlouhé do 3 cm, jsou to ztrnovatělé listy větviček vyrůstající z paždí normálních listů.
Nenápadné květy vytvářejí nevelké jednopohlavné úbory. Četné nažloutlé, stopkaté, asi 6 mm velké polokulovité úbory s pětičetnými samčími květy rostou stěsnané na vrcholech nevelkých květenství a po vyprášení pylu opadávají. Samičí květy rostou po dvou ve žlutozelených vejčitých úborech, bývají přisedlé v paždí listů pod samčím květenstvím, samičí úbory vyrůstají jednotlivě nebo v málem počtu. Pyl ze samčích květů je na samičí přenášen větrem. Někdy se vytvoří semena i bez opylení vajíček. Řepeň trnitá je tetraploidní a má chromozomové číslo 2n = 36.

## Rozmnožování
Po opylení samičích květů se vyvine plodenství, což je dvounažka uzavřená ve zdřevnatělém zákrovu samičího úboru. Plodenství je přisedlé, má eliptický tvar, zpočátku bývá nazelenalé, později žluté a ve zralosti červenohnědé. Bývá asi 1,2 cm dlouhé a 0,5 cm tlusté, na vrcholu má dva krátké, 2 mm dlouhé rovné ostny a po obvodě vícero drobných ostnů s háčky. Ostny dobře poslouží při rozptylování plodenství, neboť se snadno přichytí k srsti nebo peří zvířat, oděvům lidí i vozidlům. Plodenství dobře plavou a mohou být také roznášena vodou.
Ostnaté plodenství obsahuje dvě semena, která jsou hnědá až černá, necelý 1 cm dlouhá, zploštělá a jedno je vždy velikostně jiné než druhé. Větší má krátkou dobu dormance a vyklíčí již na jaře příštího roku, zatímco menší může být spící až osm let. Semena jsou jediným prostředkem, jak se může rostlina rozšířit, vyklíčí po přezimování v půdě, ideálně z hloubky do 4 cm. Statná rostlina vyprodukuje ročně průměrně 150 semen, která neztrácejí klíčivost ani po mnoha létech v půdě.

## Škodlivost
Řepeň trnitá omezuje plochu pastvin, kde se mohou domácí zvířata bezpečně pást. Obsahuje v listech i kořenech toxické látky, jejich hlavní složkou je karboxyatraktylosid xanthostrumarium, které působí toxicky již při požití asi 1 % tělesné hmotnosti. Listy mladých rostlin ještě nemají ostny a bývají spásány dobytkem, jsou však pro něj jedovaté. Příznaky otravy se projeví během 12 až 18 hodin, jsou to nevolnost, zvracení, únava, oslabení svalů, křeče a trhavé pohyby končetin, případně může končit i smrtí. Dospělým rostlinám se zvířata vyhýbají, příležitostně však žerou tvrdá, ostnatá plodenství, která jim mohou poranit trávicí soustavu. Jedovatá jsou i semena obsahující hydrochinon. Případná konzumace listů nebo kořene lidmi má velice nepříznivý vliv na jejich srdce, játra i ledviny, naštěstí je celá rostlina silně hořká.
Plevelná rostlina často vyrůstá na obdělávaných polích a mimo zastínění a odebírání vody a živin užitkovým rostlinám působí na ně alelopaticky. Škodí hlavně při pěstování sojových bobů a bavlny, ve střední Evropě roste nejvíce v cukrové řepě a bramborách, kde snižuje výnosy až na 65 %.